# Tony Jaros
Anthony Joseph „Tony” Jaros (ur. 22 lutego 1920 w Minneapolis, zm. 22 kwietnia 1995 tamże) – amerykański koszykarz występujący na pozycjach obrońcy oraz skrzydłowego, trzykrotny mistrz z Minneapolis Lakers, w trzech różnych ligach oraz baseballista.
W latach 1942–1945 odbywał obowiązkową służbę wojskową podczas II wojny światowej.
W 1946 roku podpisał umowę jako koszykarz z zespołem Chicago Stags oraz jako baseballista z drużyną Minneapolis Millers, która podlegała pod tzw. „system farmerski” New York Giants. Jeszcze w tym samym roku przeniósł się do St. Louis Rox, gdzie przewodził Northern League w liczbie home runów (14). Następnie zaliczył kluby Sioux City Soos oraz Omaha Cardinals.
Był właścicielem baru Jaros' River Garden.

## Osiągnięcia koszykarskie
Na podstawie, o ile nie zaznaczono inaczej.
Drużynowe
- Mistrz:
  - NBL (1948)
  - BAA (1949)
  -  NBA (1950)
- Wicemistrz BAA (1947)